# The Fruit of Evil
The Fruit of Evil è un cortometraggio muto del 1914 scritto, diretto e interpretato da Wallace Reid.

## Produzione
Il film, che fu prodotto dalla Nestor Film Company, ebbe anche il titolo alternativo The Sins of the Fathers.

## Distribuzione
Distribuito dall'Universal Film Manufacturing Company, il film - un cortometraggio di due bobine - uscì nelle sale cinematografiche USA il 22 aprile 1914.